# 前島良雄
前島 良雄（まえじま よしお、1955年12月14日 - ）　は、日本の音楽評論家・翻訳家。愛知県名古屋市出身

## 人物
- 音楽評論家・翻訳家
- 国際マーラー協会会員、日本シベリウス協会維持会員。
- 名古屋文化短期大学で日本語・日本文学を教える。
- 学校法人河合塾で国語を教える。

## 著作
- 『中高生のブックトリップ』(1990年、共著、河合出版)
- 『ことばはちからダ！  現代文キーワード』(2001年、共著、河合出版)
- 『マーラー    輝かしい日々と断ち切られた未来』(2011年、アルファベータ)
- 『マーラーを識る』(2015年、アルファベータブックス)
- 『中村真一郎   回想』(2018年、河合文化教育研究所)

## 翻訳
- C・フローロス『マーラー    交響曲のすべて』(2005年、共訳、藤原書店)
- J・ゴメス『クローン病  増えつづける現代の難病』(2007年、共訳、藤原書店)

## CD・DVD等の解説
- フランソワ・グザヴィエ・ロト／ケルン・ギュルツェニッヒ管弦楽団によるマーラー交響曲シリーズ(既出は第3番、第5番)。
- ダニエル・ハーディング／スウェーデン放送交響楽団によるマーラー交響曲シリーズ(既出は第5番、第9番)。
- オスモ・ヴァンスカ／ミネソタ管弦楽団によるマーラー交響曲シリーズ(既出は第1番、第4番、第7番)。
- ダニエーレ・ガッティ／ロイヤル・コンセルトヘボウによるマーラーの交響曲第1番と第4番のCD、DVD、BD。